# Ha-6
Ha-6 (波号第六潜水艦) — підводний човен Імперського флоту Японії. До введення в Японії в 1923 році нової системи найменування підводних човнів мав назву «Підводний човен № 13» (第十三潜水艇).
На початку своєї історії підводні сили Імперського флоту активно використовували кораблі, придбані за кордоном, споруджені за ліцензією або спроєктовані на їх основі (Тип 1/Тип 6/Тип 7, Типи С1/С2/С3, Тип S, Типи F1/F2, Типи L1/L2/L3/L4). Втім, уже наприкінці 1900-х компанія Kawasaki спробувала створити власну конструкцію, єдиним представником якої став «Підводний човен № 13» (можливо відзначити, що для свого наступного підводного човна, відомого як тип F1, Kawasaki замовила проєкт в італійців). Розробка Kawasaki мала параметри, багато в чому схожі з сучасними їй типами С1/С2, проте при значно потужнішому двигуні внутрішнього згоряння мала меншу швидкість та дальність плавання надводним ходом.
Корабель завершили будівництвом у вересні 1912-го та включили до складу 2-ї дивізії підводних човнів, яка належала до військово-морського округу Куре, а з весни 1917-го була переведена до військово-морського округу Йокосука. При цьому з 4 серпня 1916-го корабель класифікували як підводний човен 2-го класу.
З 2 листопада 1918-го «Підводний човен № 13» служив далі в 1-й дивізії підводних човнів у тому ж окрузі Йокосука, але вже 1 листопада 1919-го був переведений до 13-ї дивізії підводних човнів у округ Куре. При цьому з 1 квітня 1919-го корабель класифікували як належний до 3-го класу.
15 червня 1923-го «Підводний човен № 13» перейменували на Ha-6.
1 квітня 1929-го Ha-6 виключили зі списків ВМФ та призначили на злам.